# M4 (臺灣男子團體)
M4，臺灣男子演唱團體，成員共有四人，由陳奕廷、盧煥剛、鄭喬意和潘睿睿組成。

## 出道經歷
該團體於2018年3月14日出道，推出首張迷你專輯《迷戀》。記者會是由臺灣網路紅人宛宛兒所主持，及檢驗團員們身材。演員孟飛現身打氣，唱片公司也贈送上苦茶，鼓勵把吃苦當吃補。於媒體採訪中，透露首次在錄製單曲的副歌部分時，皆唱到快窒息的狀態下。另外，四位團員透露過往的感情經歷，並表明為單身。

## 演藝歷程
2018年5月4日星光雲直播節目《明星鍵盤手》邀請M4團員挑戰遊戲「對不起害到你」。

## 音樂作品
- 《迷戀》（2018年）

## 外部連結
- M4的Facebook專頁（繁體中文）
- YouTube上的M4頻道（繁體中文）